# Rheinisch-Deutscher Nationalkonvent
Der Rheinisch-Deutsche Nationalkonvent war das gesetzgebende Organ der kurzlebigen Mainzer Republik (1792/93) und das erste nach demokratischen Prinzipien gewählte Parlament auf deutschem Boden.

## Entstehung
Im Verlauf des Ersten Koalitionskriegs eroberten französische  Revolutionstruppen unter General Adam-Philippe de Custine im Herbst 1792 weite Gebiete Deutschlands links des Rheins. In dem besetzten Gebiet, das etwa dem heutigen Rheinhessen und der Pfalz entspricht, ließ Custine auf Anordnung des Pariser Nationalkonvents am 24. Februar 1793 Wahlen zu einer gesetzgebenden Körperschaft abhalten, an denen sich die männliche Bevölkerung von etwa 130 Städten und Dörfern beteiligte.

## Beschlüsse
Die Deputierten des frei gewählten Rheinisch-Deutschen Nationalkonvents traten erstmals am 17. März 1793 im Mainzer Deutschhaus zusammen, heute Sitz des Landtages von Rheinland-Pfalz. Am Tag darauf erklärten sie die von ihnen repräsentierten Gebiete zu einem unabhängigen Staat, der nach „auf Freiheit und Gleichheit gegründeten Gesetzen“ regiert werden sollte. Das Dekret mit fünf Artikeln gilt „als die Geburtsurkunde der bürgerlichen Demokratie in Deutschland“ und rief damit eine nach „bürgerlich-demokratischen Prinzipien organisierte Republik“ aus. Schon am 21. März beschlossen die Deputierten, beim Nationalkonvent in Paris die Eingliederung in den französischen Staatsverband zu beantragen. Die ausgewählten Deputierten, die diesen Beschluss überbringen sollten, waren Georg Forster, Adam Lux und der Kaufmann Potocki. Die Deputierten wurden von Konventskommissar Nicolas Haussmann nach Paris begleitet.

## Ende des Nationalkonvents
Mittlerweile waren die Koalitionstruppen jedoch zum Gegenangriff übergegangen. Sie schlossen Mainz am 31. März ein und belagerten die Stadt bis zu ihrer Einnahme am 23. Juli 1793. Dies bedeutete das Ende der Mainzer Republik und des Rheinisch-Deutschen Nationalkonvents.

## Abgeordneter
Siehe hierzu die Liste der Mitglieder des Rheinisch-Deutschen Nationalkonventes.